# Qianfeng
Qianfeng (前锋区,  Qiánfēng Qū) ist ein Stadtbezirk der bezirksfreien Stadt Guang’an in der chinesischen Provinz Sichuan. Qianfeng wurde im Februar 2013 durch Abtrennung von 502,6 km² Fläche vom Stadtbezirk Guang’an gegründet. Die Einwohnerzahl beträgt 232.255 (Stand: Zensus 2020).

## Administrative Gliederung
Auf Gemeindeebene setzt sich Qianfeng aus einem Straßenvierteln, sieben Großgemeinden und fünf Gemeinden zusammen. Diese sind:
| Straßenviertel Kuige (奎阁街道); Großgemeinde Qianfeng (前锋镇); Großgemeinde Daishi (代市镇); Großgemeinde Guange (观阁镇); Großgemeinde Guangxing (广兴镇); Großgemeinde Guantang (观塘镇); | Großgemeinde Guixing (桂兴镇); Großgemeinde Hu’an (护安镇); Gemeinde Guanghui (光辉乡); Gemeinde Hucheng (虎城乡); Gemeinde Longtan (龙滩乡); Gemeinde Xiaojing (小井乡); Gemeinde Xinqiao (新桥乡). |